# JATO

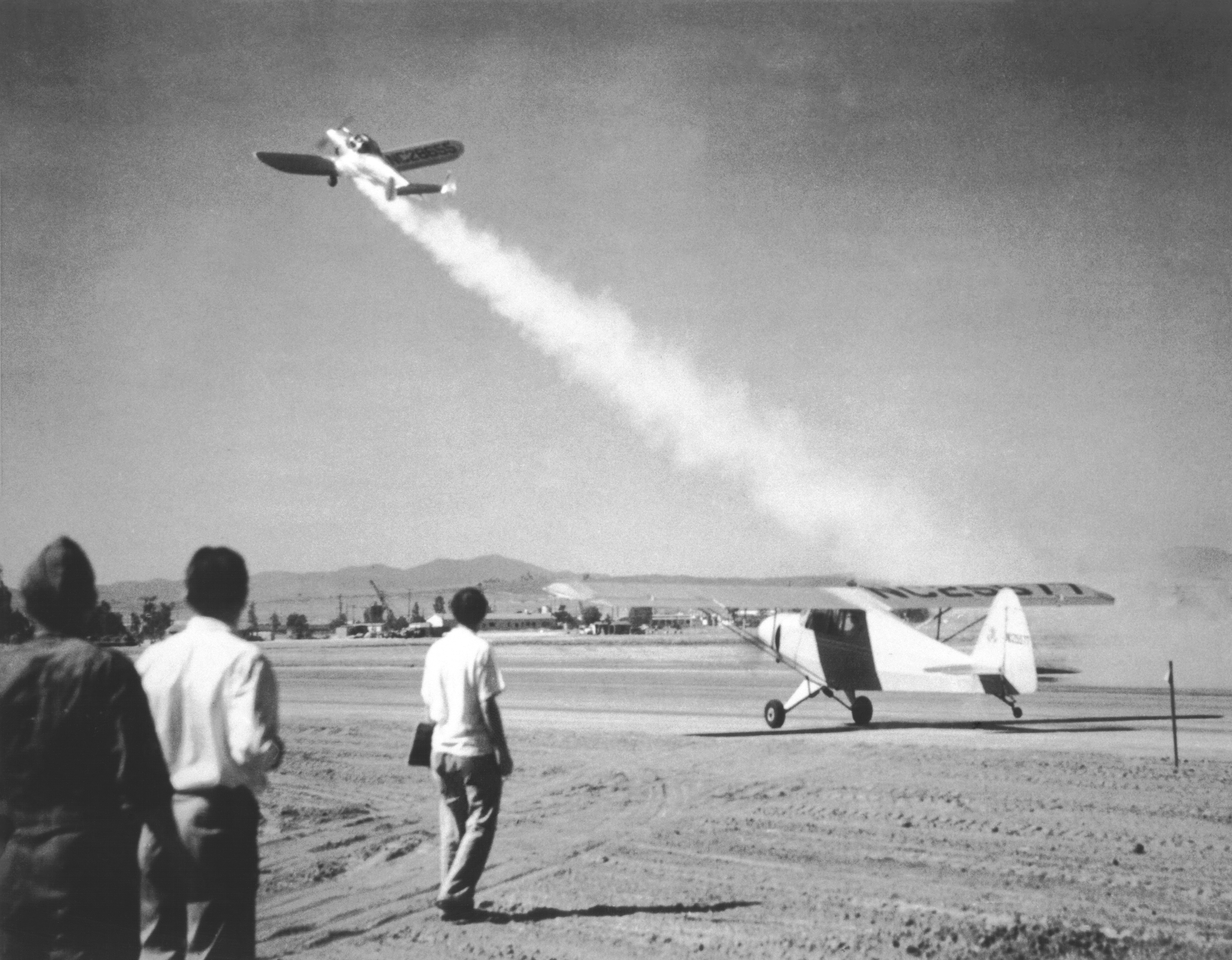
Lần đầu tiên máy bay cất cánh có động cơ tên lửa hỗ trợ, ở đây là động cơ GALCIT trên ERCO Ercoupe, sân bay March, California, 1941.

JATO (viết tắt của jet-assisted take-off hay hỗ trợ cất cánh bằng động cơ tên lửa) là sử dụng động cơ tên lửa để hỗ trợ máy bay trong khi cất cánh. Phương pháp này giúp tăng tải trọng cất cánh của máy bay bằng cách tăng thêm lực đẩy nhờ động cơ tên lửa cỡ nhỏ. Thuật ngữ JATO có thể thay thế bằng RATO là viết tắt của rocket-assisted take-off.

## Các thử nghiệm ban đầu và chiến tranh thế giới 2.
Năm 1927 Phòng thí nghiệm động học chất khí của Liên Xô đã phát triển một loại tên lửa nhiên liệu rắn cỡ nhỏ, sử dụng để hỗ trợ máy bay chiến đấu cất cánh và vào năm 1931 lần đầu tiên người ta đã thử nghiệm thành công việc sử dụng động cơ tên lửa để hỗ trợ khi cất cánh trên máy bay U-1 (Avro 504). Liên Xô cũng tiến hành thử nghiệm động cơ tên lửa hỗ trợ cất cánh trên Tupolev TB-1. và máy bay ném bom hạng nặng Tupolev TB-3. Nhờ có động cơ tên lửa khi cất cánh mà máy bay Tupolev TB-1 đã giảm được 77% quãng đường cất cánh cần thiết.
Các thử nghiệm ban đầu tại Đức là trên tàu lượn Lippisch Ente, vào năm 1920. Cả Không quân Hoàng gia Anh và Không quân Đức Quốc xã đều đưa vào triển khai hệ thống tương tự trong Chiến tranh thế giới thứ hai. Hệ thống JATO của Anh sử dụng động cơ tên lửa nhiên liệu rắn tương đối lớn để phóng máy bay (thường là Hawker Hurricane) khỏi mũi tàu dốc trên các tàu buôn trang bị vũ khí của Anh. Sau khi máy bay cất cánh, tên lửa được tách ra khỏi máy bay. Khi hoàn thành nhiệm vụ, phi công sẽ bay đến lãnh thổ của mình nếu có thể hoặc nhảy dù khỏi máy bay, hy vọng sẽ được một trong những tàu hộ tống đón. Trong hơn hai năm, hệ thống này chỉ được sử dụng chín lần để tấn công máy bay Đức với tám lần tiêu diệt được ghi nhận do mất một phi công duy nhất.

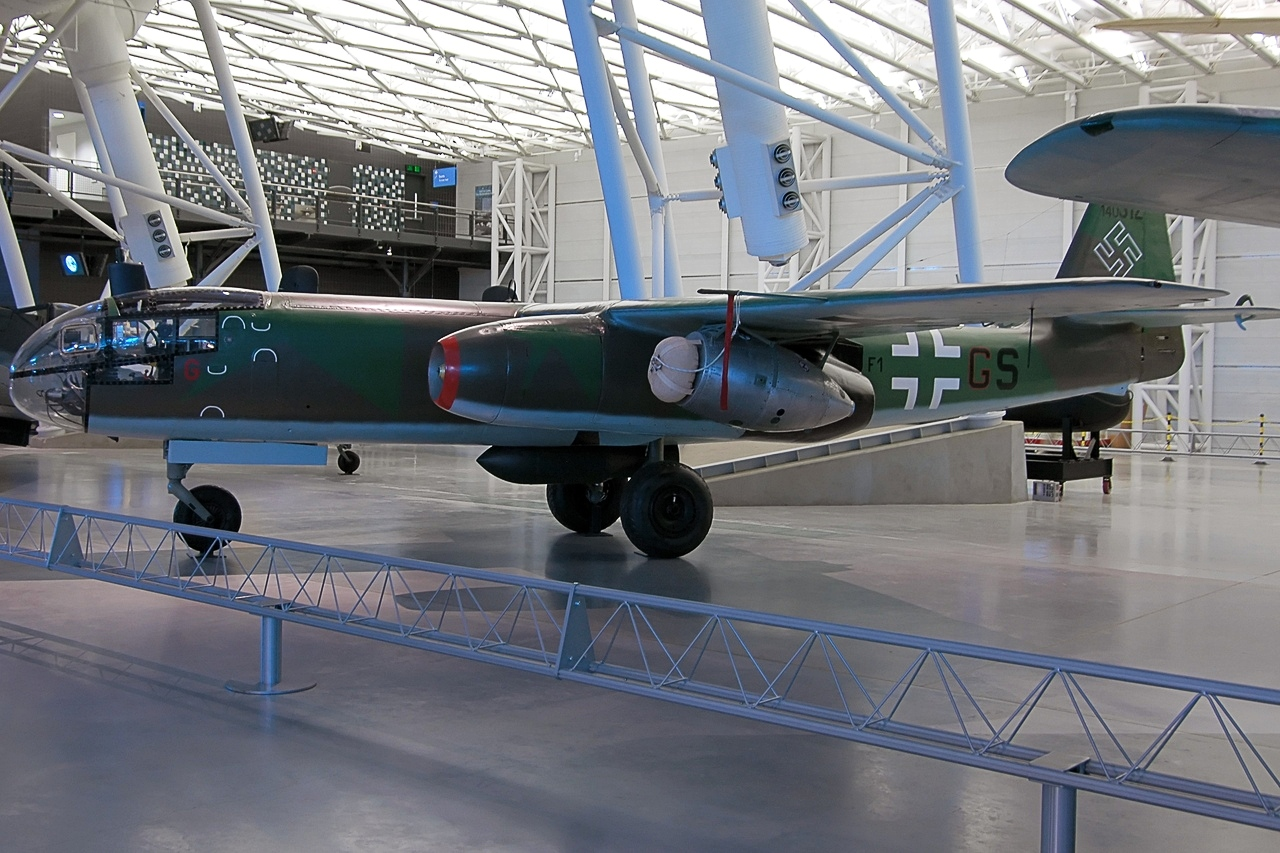
Một máy bay Arado 234 Blitz được trang bị động cơ RATO Starthilfe

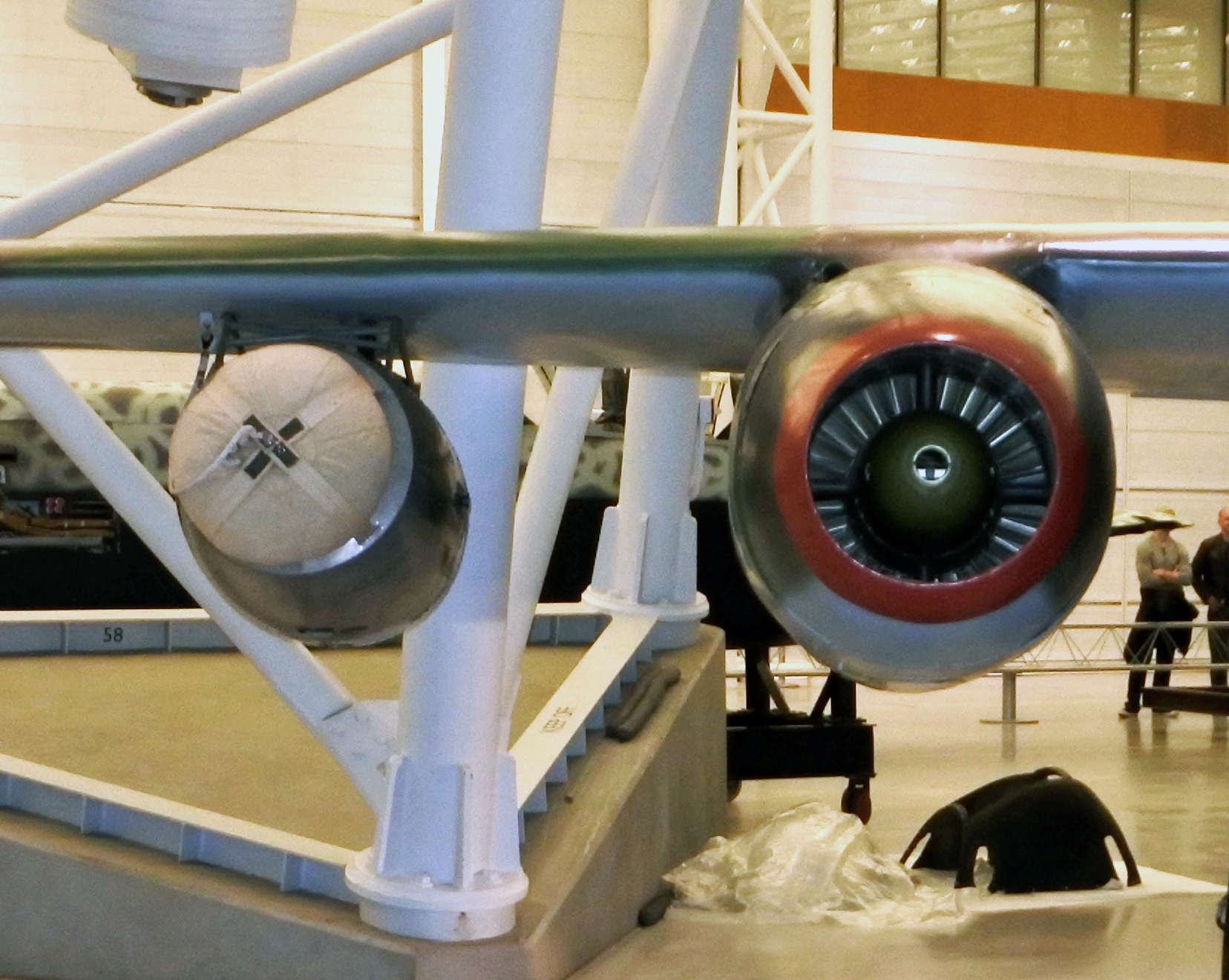
Động cơ RATO Starthilfe RATO (bên trái) trên chiếc Arado Ar 234 B-2.

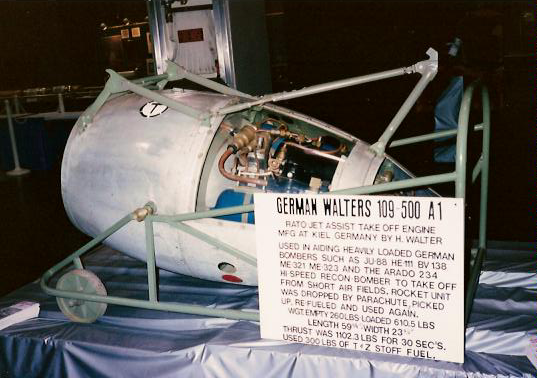
Động cơ JATO Starthilfe

Không quân Đức Quốc xã sử dụng cả động cơ tên lửa JATO nhiên liệu lỏng và nhiên liệu rắn. Chúng được sử dụng để tăng hiệu suất cất cánh của máy bay ném bom hạng trung và tàu lượn Messerschmitt Me 321. Việc sử dụng JATO để hỗ trợ cất cánh trở nên đặc biệt quan trọng vào cuối chiến tranh khi chiều dài của các đường băng có thể sử dụng của Đức bị giảm sút nghiêm trọng do hậu quả của cuộc ném bom của quân Đồng minh.
Đầu năm 1939, Viện Hàn lâm Khoa học Quốc gia Hoa Kỳ đã cung cấp 1.000 đô la cho Theodore von Kármán và Nhóm nghiên cứu tên lửa (bao gồm Jack Parsons, Frank Malina, Edward Forman và Apollo M.O. Smith) tại Phòng thí nghiệm Hàng không Guggenheim thuộc Viện Công nghệ California (GALCIT) để nghiên cứu sử dụng động cơ tên lửa JATO. Nghiên cứu này là nghiên cứu tên lửa đầu tiên nhận được hỗ trợ tài chính từ chính phủ Hoa Kỳ kể từ Thế chiến thứ nhất khi Robert H. Goddard có hợp đồng với Lục quân Hoa Kỳđể phát triển vũ khí tên lửa nhiên liệu rắn.
Cuối năm 1941 von Kármán cùng với đội ngũ thiết kế của mình đã sử dụng một số động cơ tên lửa nhiên liệu rắn với lực đẩy 50 pound do Aerojet phát triển lên máy bay Ercoupe hạng nhẹ, và Đại úy Quân đội Homer Boushey đã cất cánh để thử nghiệm. Ở lần cất cánh cuối cùng, họ đã tháo cánh quạt, gắn sáu tên lửa JATO dưới cánh và Boushey được đẩy lên không trung trong một chuyến bay ngắn, trở thành người Mỹ đầu tiên bay lên chỉ bằng sức mạnh tên lửa.:329

## Sau chiến tranh thế giới 2
Sau khi chiến tranh thế giới 2 kết thúc, JATO thường được sử dụng để khắc phúc nhược điểm lực đẩy thấp của động cơ phản lực khi ở tốc độ bay thấp hoặc dùng để hỗ trợ máy bay vận tải nặng cất cánh. 
Máy bay phản lực chở khách đầu tiên trên thế giới, De Havilland Comet, được thiết kế để có thể mang hai tên lửa đẩy de Havilland Sprite nhiên liệu hydro peroxide, dự định lắp đặt cho các điều kiện "nóng và thiếu oxy" từ các sân bay như Khartoum và Nairob. Chúng đã được thử nghiệm trên ba mươi chuyến bay.
Vào cuối những năm 1950, các chương trình thử nghiệm phóng máy bay chiến đấu từ các đường trượt nghiêng đã được Không quân Hoa Kỳ, Không quân Đức và Không quân Liên Xô thực hiện bằng cách sử dụng các thiết kế động cơ tên lửa đẩy tăng cường lực đẩy lớn, thời gian hoạt động ngắn có hình thức và chức năng tương tự động cơ tên lửa đẩy JATO. Không quân Hoa Kỳ đã thử nghiệm trên một chiếc Republic F-84 (EF-84G) đã được sửa đổi đặc biệt, sử dụng bộ đẩy tăng cường nhiên liệu rắn tạo lực đẩy 240 kN của tên lửa hành trình MGM-1 Matador do Aerojet General thiết kế, có thời gian đẩy hai giây. Không quân Xô Viết đã sử dụng một máy bay chiến đấu MiG-19 đã được sửa đổi , được gọi là SM-30, được phóng từ một bệ phóng đặc biệt và sử dụng thiết kế tên lửa đẩy nhiên liệu rắn gần như giống hệt với EF-84G, nhưng có lực đẩy mạnh hơn nhiều, 600 kN (64 tấn ngắn). F-100 và F-104 cũng được sử dụng cho các thí nghiệm phóng ở độ dài bằng không, với các đơn vị tăng cường thả rơi mạnh tương tự như các thí nghiệm SM-30 của Liên Xô.
Cũng trong những năm 1950, Aerojet Engineering đã phát triển động cơ JATO cỡ nhỏ cho máy bay thương mại cỡ nhỏ, tuy nhiên điều này đã bị cấm bởi Cục hàng không Hải quân Mỹ. Aerojet khẳng định động cơ cỡ nhỏ của mình có khả năng tạo ra lực đẩy 250 pound trong vòng 12 giây và có khả năng sử dụng trên máy bay tư nhân hạng nhẹ, thông thường những máy bay này cần gần 900 ft (270 m) đường băng chạy đà để vượt qua chướng ngại vật cao 50 ft (15 m), trong khi nếu sử dụng động cơ tên lửa JATO sẽ chỉ cần quãng đường băng chạy đà là 300 ft (91 m). Động cơ tên lửa JATO Junior đã được trang bị trên Beechcraft Twin Bonanza như một giải pháp của nhà máy; không phải để rút ngắn quãng đường cất cánh mà là để tăng khoảng cách máy bay lượn được trong trường hợp hạ cánh khẩn cấp nếu bên dưới là địa hình xấu cho việc hạ cánh.
Máy bay chở khách Boeing 727 có thể trang bị động cơ tên lửa Aerojet JATO trong trường hợp điều kiện thời tiết nóng và trên cao nguyên như tại Mexico City và La Paz.
Cuối những năm 1980 Mỹ đã thực hiện chiến dịch quân sự nhằm giải cứu con tin bị Iran bắt giữ bằng máy bay vận tải C-130 được điều chỉnh để sử dụng động cơ JATO cho phép máy bay cất/hạ cánh đường băng rất ngắn. Tuy nhiên kế hoạch này đã bị hủy bỏ sau khi xảy ra tai nạn trong quá trình hạ cánh thử nghiệm.
Ngày nay việc trang bị động cơ tên lửa JATO trở nên không cần thiết vì lực đẩy cất cánh của động cơ phản lực được cải thiện và hiện nay hiếm khi được sử dụng ngay cả khi vận hành với tải trọng lớn từ đường băng ngắn hoặc trong điều kiện khí hậu "nóng và trên cao nguyên". Thỉnh thoảng nó được sử dụng trong những trường hợp đặc biệt, trên máy bay được trang bị đặc biệt, chủ yếu là quân sự.

## Thư viện ảnh

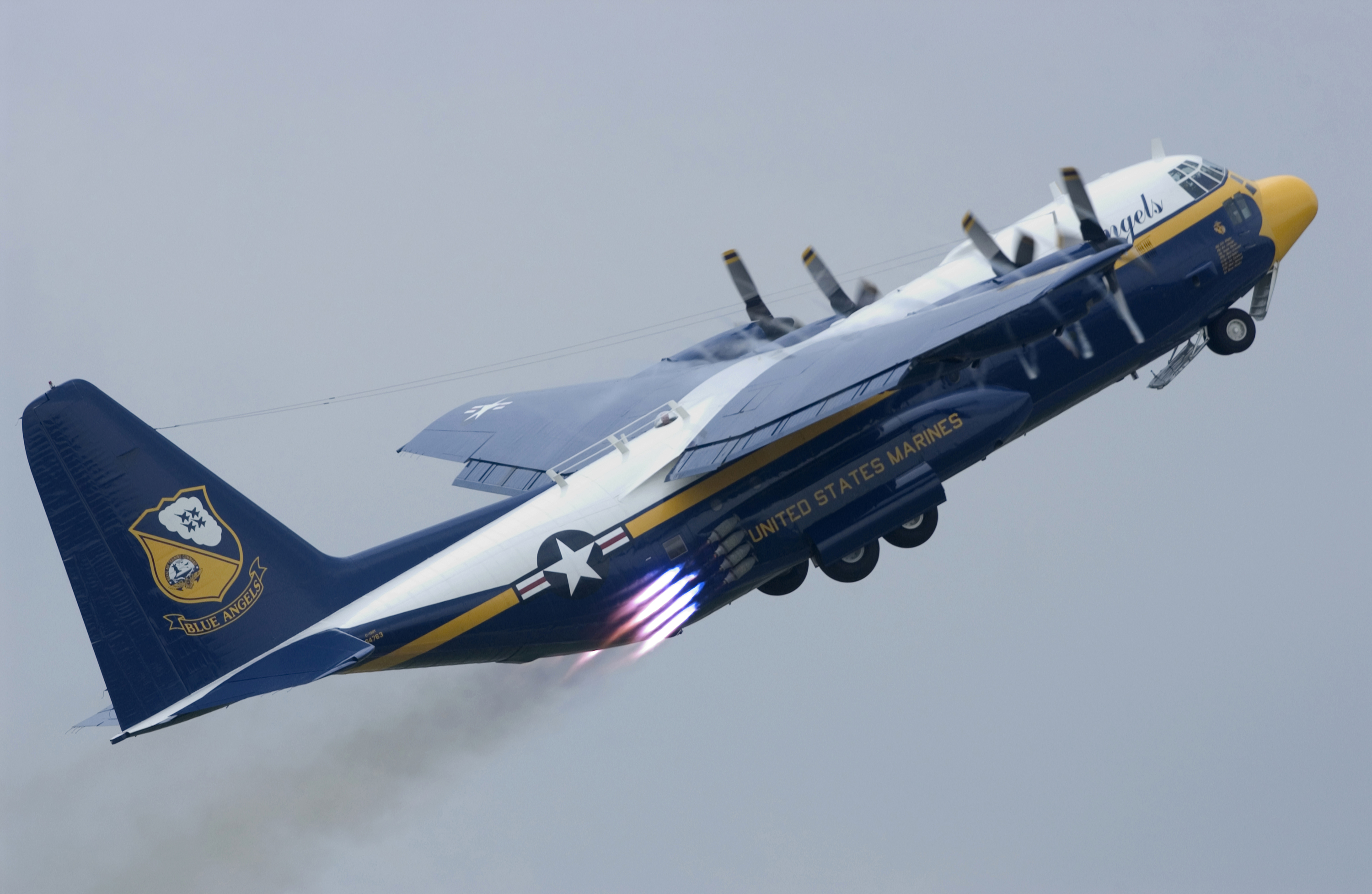
Một chiếc máy bay Blue Angels C-130 Hercules của Hải quân Mỹ sử dụng động cơ JATO trong cất cánh
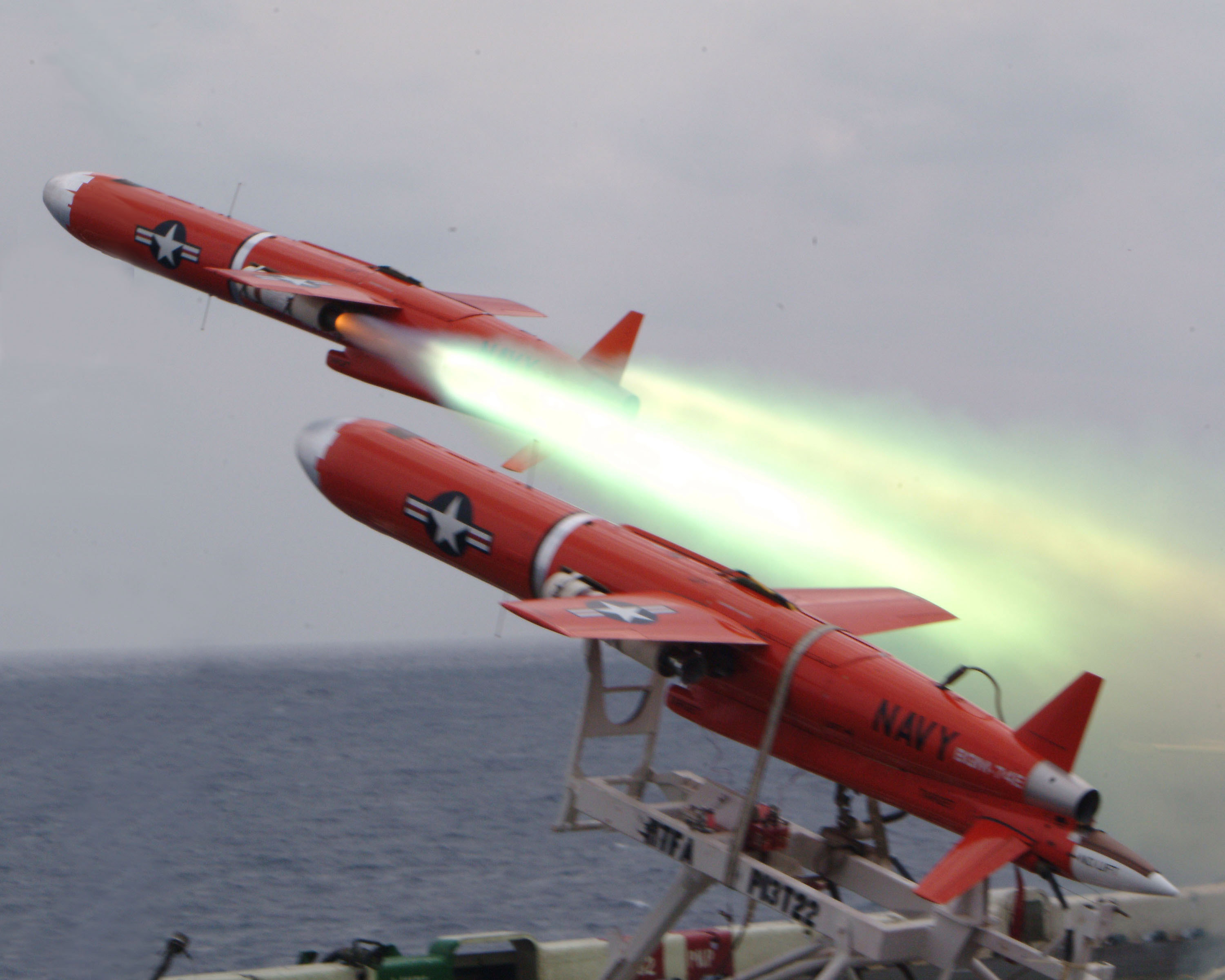
BQM-74E Chukar
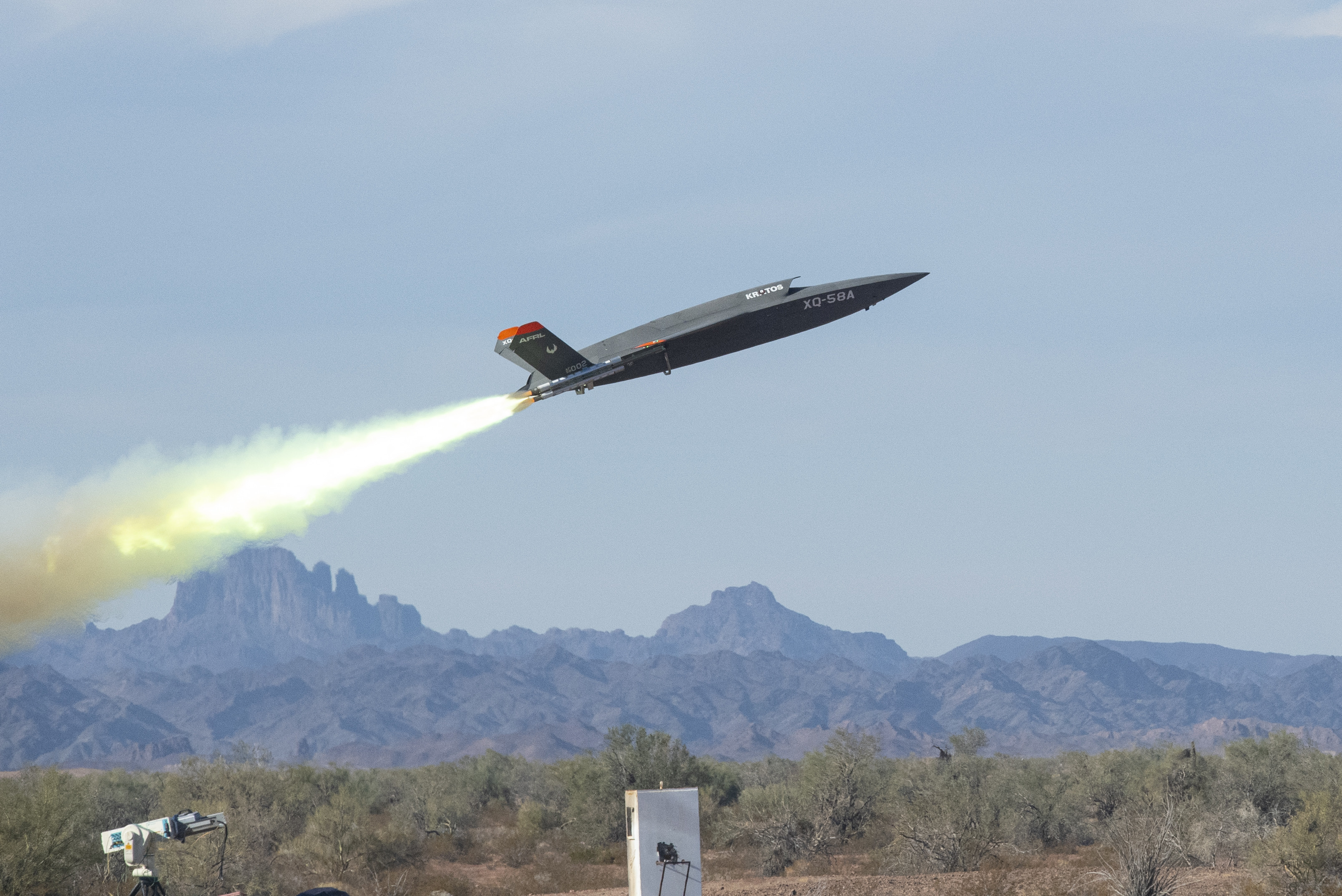
XQ-58 Valkyrie.
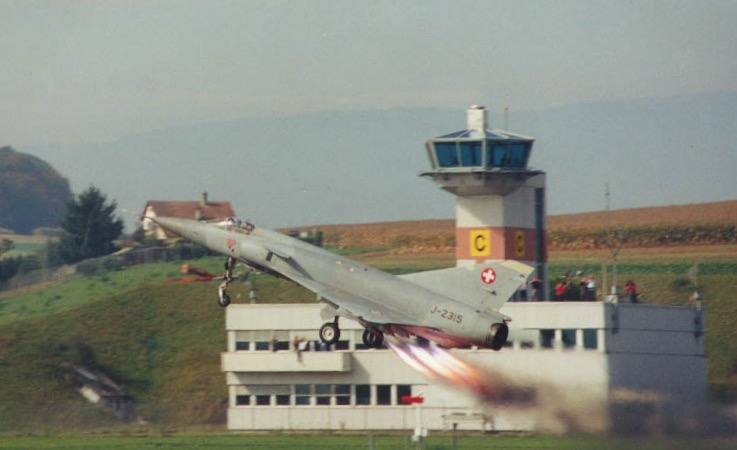
Máy bay Dassault Mirage IIIs của Không quân Thụy Sỹ
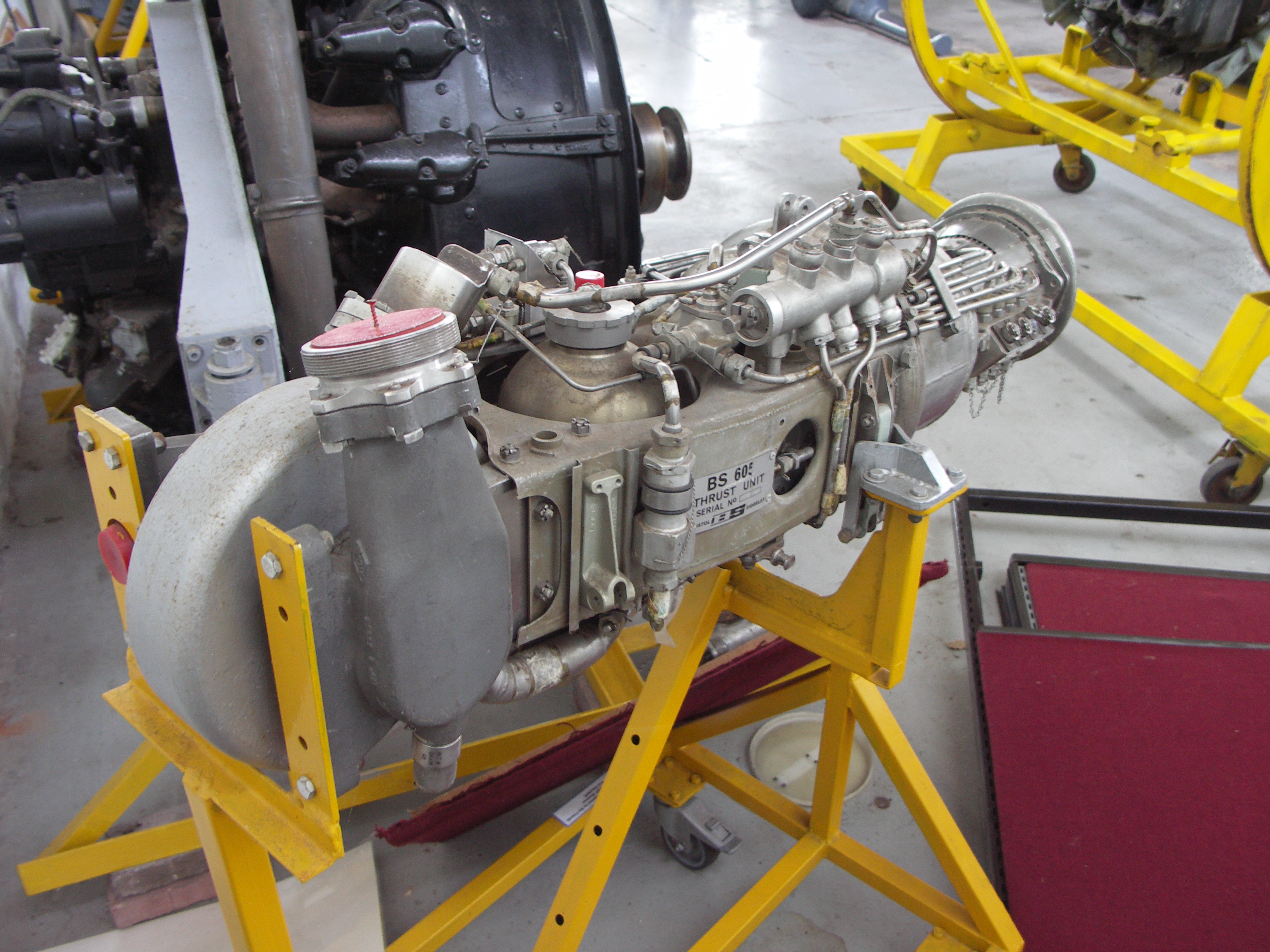
Động cơ JATO BS.605 được sử dụng trên Buccaneer S.50
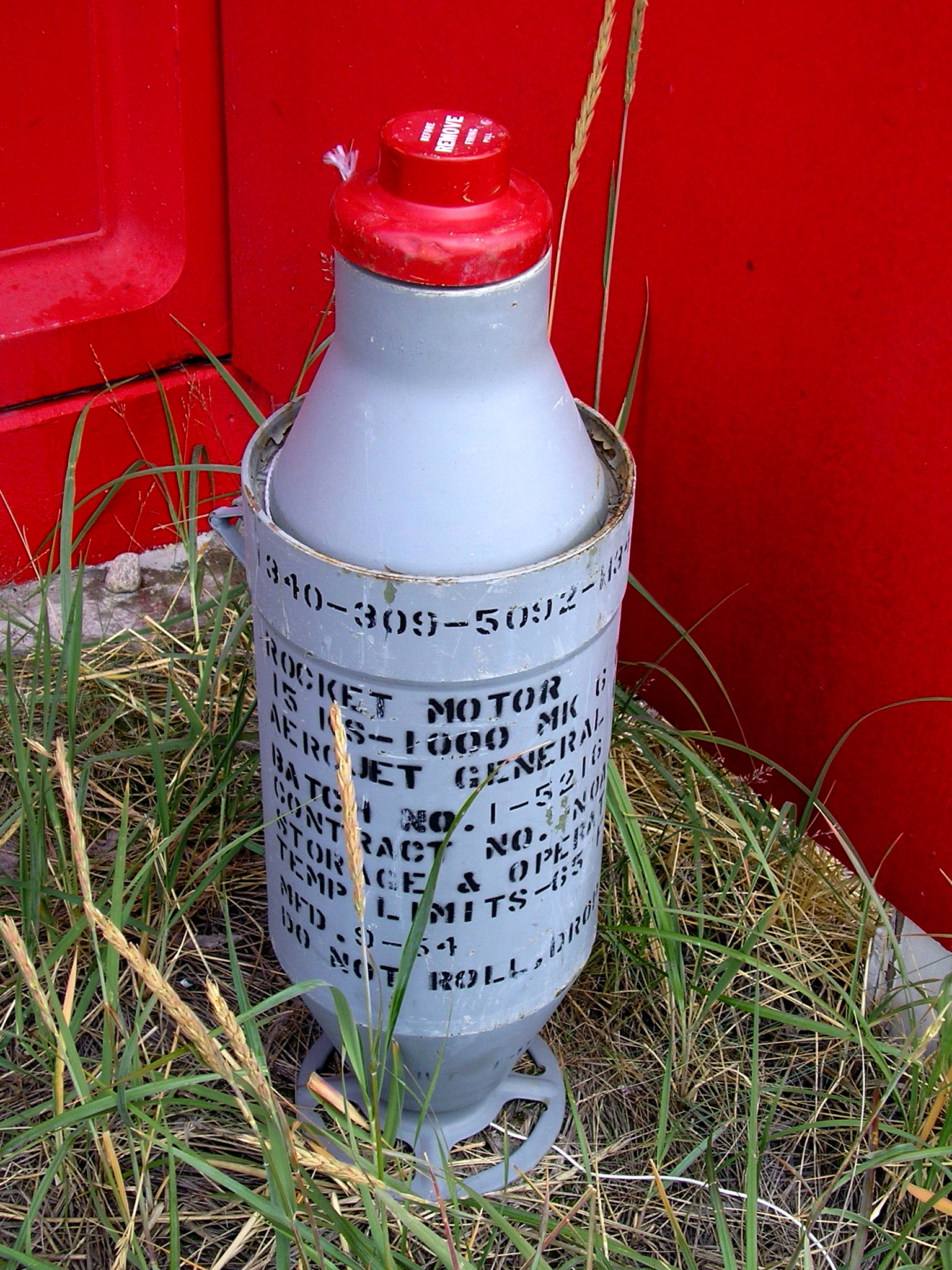
Bình RATO
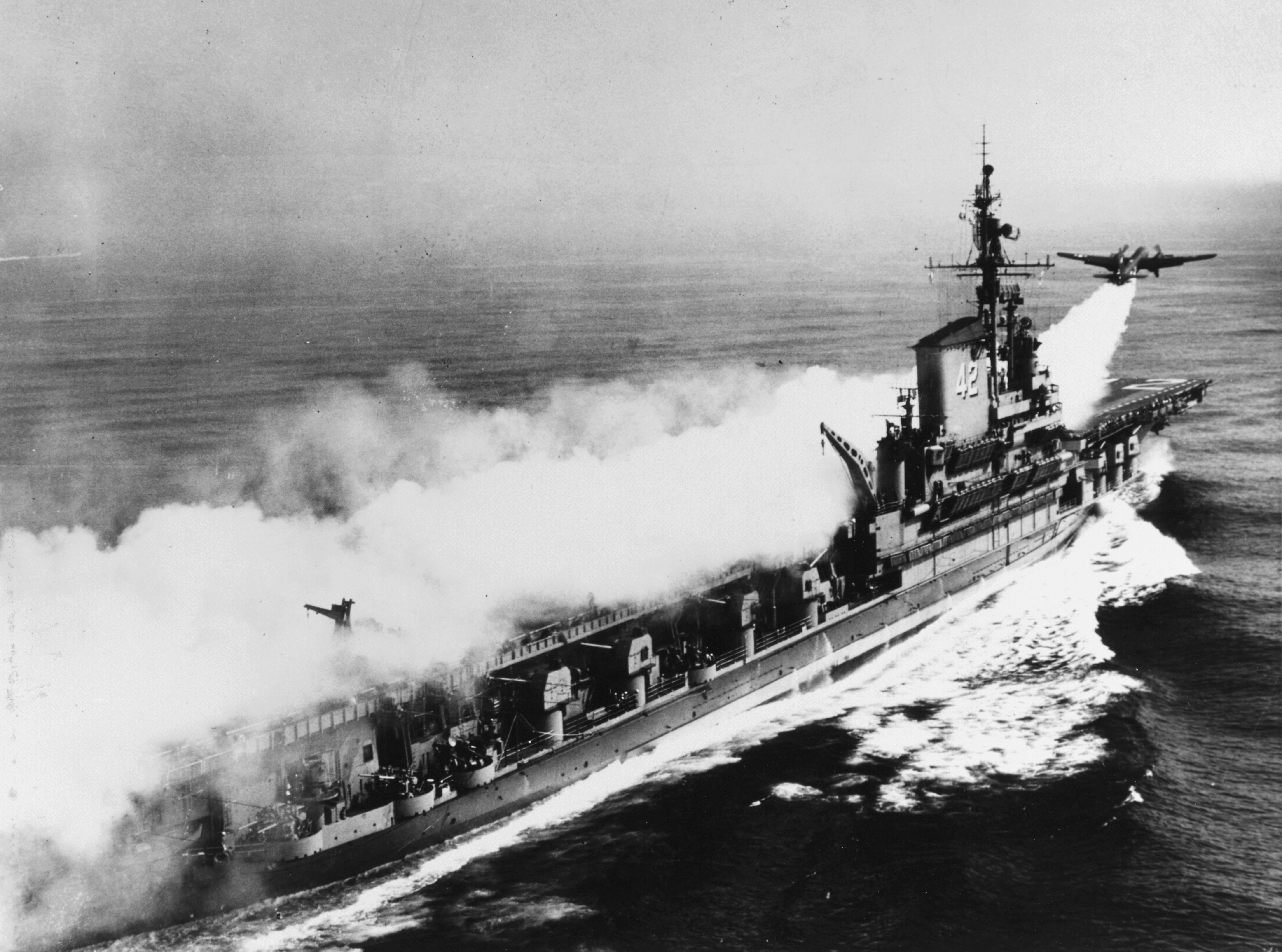
Máy bay Lockheed P-2 Neptune cất cánh từ tàu sân bay USS Franklin D. Roosevelt (CV-42), 2/7/1951.
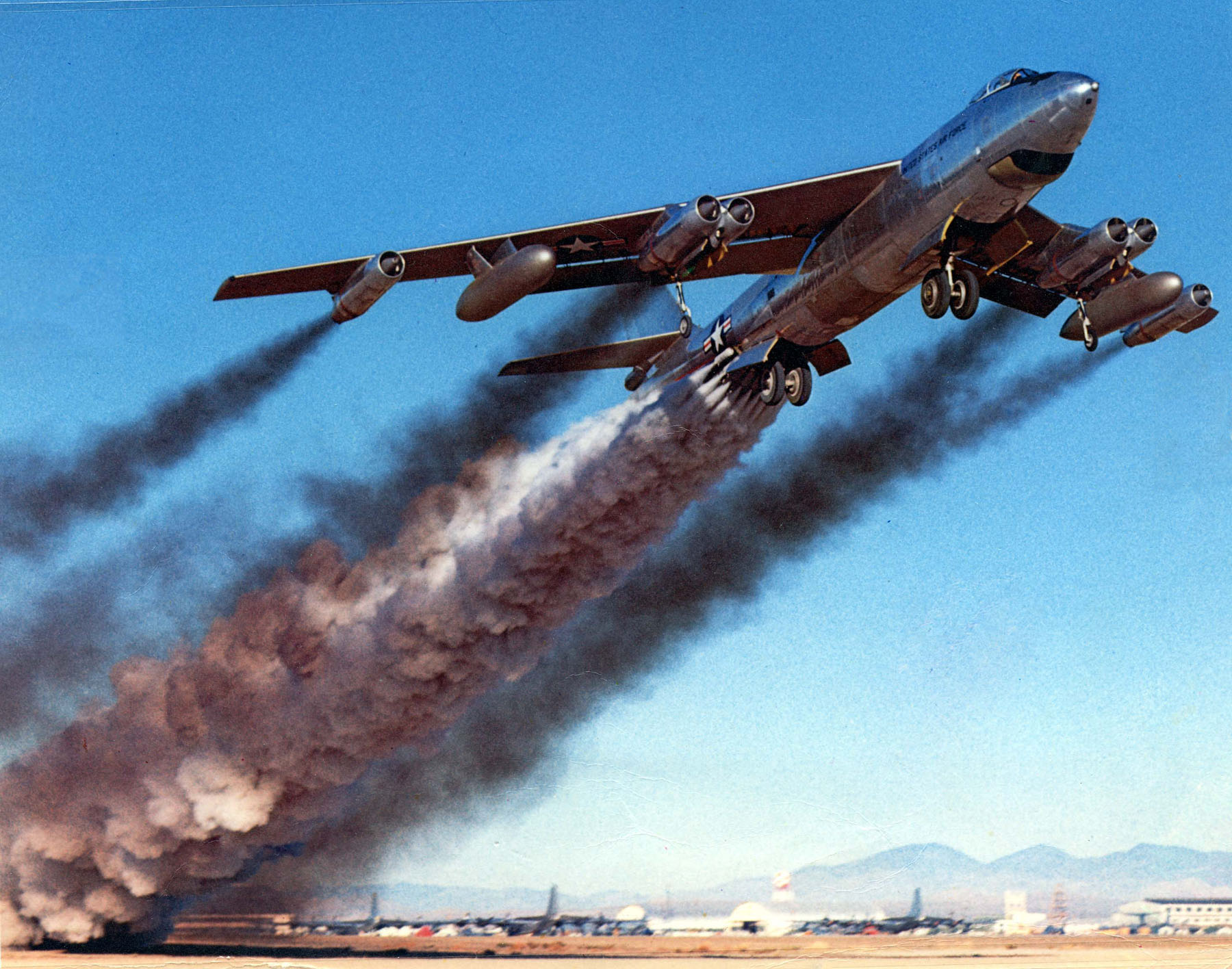
Động cơ tên lửa hoạt động trong khi Boeing B-47B đang cất cánh.
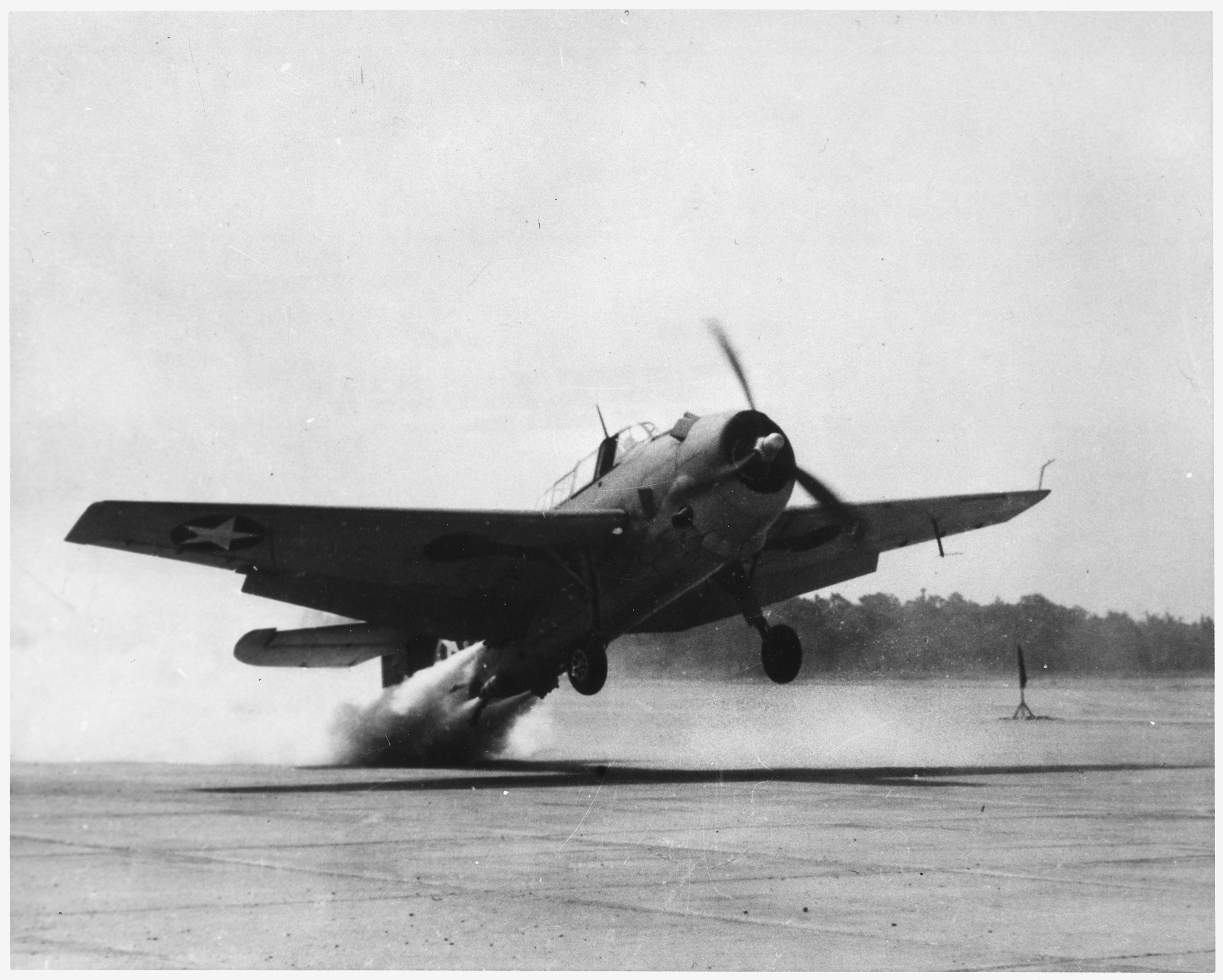
Máy bay thả ngư lôi Grumman TBF Avenger cất cánh với sự trợ giúp của động cơ tên lửa 330 mã lực (250 kW) trong khoảng một nửa quãng đường chạy đà.
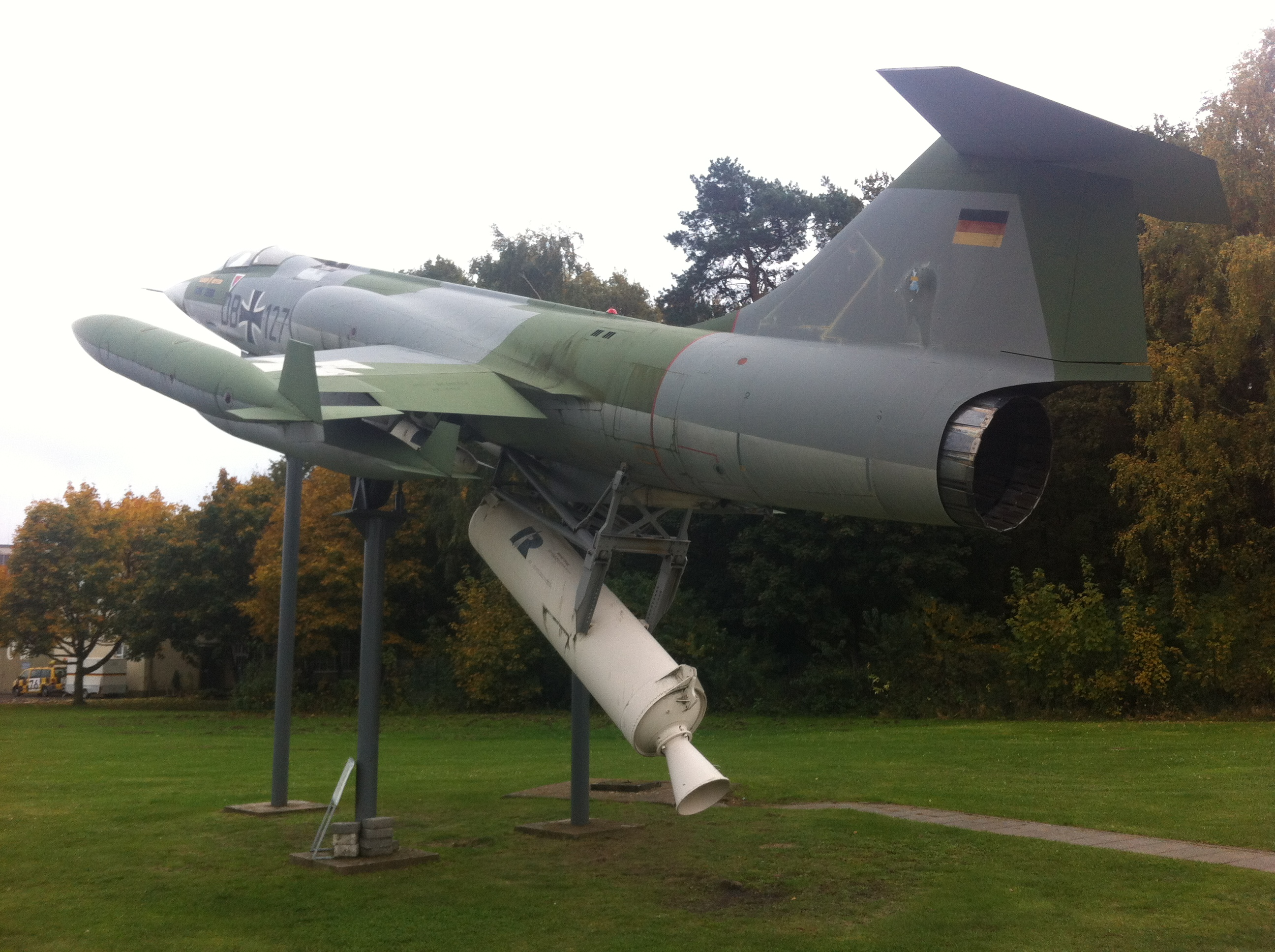
F-104G.

## Link ngoài
- Video (Archive) of the Heinkel He 111 fitted with Walter's rocket boosters
- "Birth of JATO." Popular Science, July 1946, pp. 74–75.
- Boeing 727 using JATO on YouTube
- C-130 Lockheed Hercules JATO on YouTube